# 克罗斯 (谢尔省)
克罗斯（法語：Crosses，法語發音：[kʁɔs]）是法国谢尔省的一个市镇，属于布尔日区。

## 地理
克罗斯（47°0'39"N, 2°34'54"E）面积26.49 平方千米，位于法国中央-卢瓦尔河谷大区谢尔省，该省份为法国中部省份，北起卢瓦雷省，西接卢瓦-谢尔省和安德尔省，南至克勒兹省，东南接阿列省，东临涅夫勒省。
与克罗斯接壤的市镇（或旧市镇、城区）包括：阿努瓦、阿沃尔、瑞西香槟、圣瑞斯特、萨维尼昂塞普泰讷、苏瓦昂塞普泰讷、沃尔奈。

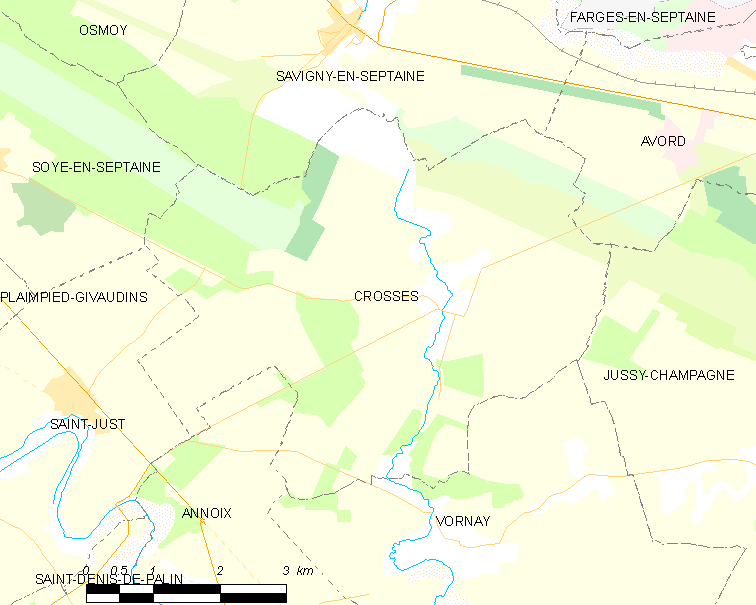
的OSM定位图

克罗斯的时区为UTC+01:00、UTC+02:00（夏令时）。

## 行政
克罗斯的邮政编码为18340，INSEE市镇编码为18081。

## 政治
克罗斯所属的省级选区为阿沃尔县。

## 人口

1962-2008年间人口变化图示

克罗斯于2022年1月1日时的人口数量为385人。